# Març (Gard)
Març (en francès Mars) és un municipi francès situat al departament del Gard i a la regió d'Occitània.